# Faro de Punta Brava
El Faro de Punta Brava es un faro situado en Montevideo, en el barrio de Punta Carretas y sobre las costas del Río de la Plata. Esta declarado como Monumento Nacional.

## Historia
La construcción del Faro estuvo a cargo de la empresa Faros de Costa y Compañía. El 1 de octubre de 1876 fue inaugurado y puesto en marcha. Su torre fue construida de piedra labrada revocada en su interior y elevada sobre su basamento macizo. 

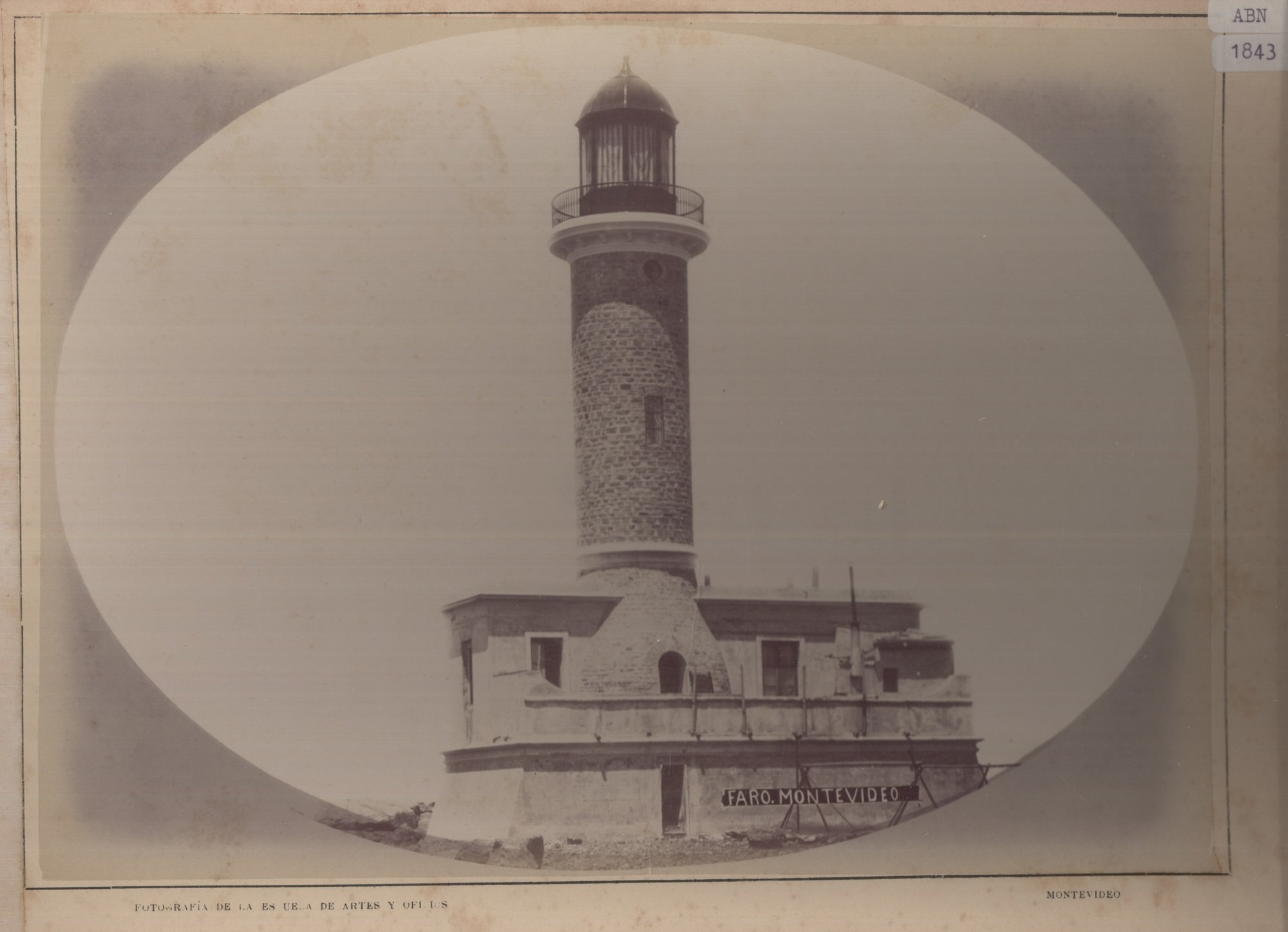
Faro de Punta Brava hacia 1892

En 1907 el faro pasa a manos del Estado, quien en 1911 sustituyó el sistema lumínico por un aparato lenticular. Desde el año 1948 cada 10 segundos se intercalan un destello blanco y rojo para diferenciarlo de otros faros y boyas  En 1962 fue enlazado a la red eléctrica.
En la actualidad la construcción sigue siendo de mucha importancia para la navegación de pesqueros que se dirigen al Banco Inglés, al Puerto del Buceo, o a la entrada del Río Santa Lucía. Tiene una altura de 19 metros y posee un alcance luminoso de 18,5 millas náuticas.
El 14 de marzo de 2000 y con el código 2000-04-S, la Administración Nacional de Correos imprimió y emitió unos sellos valor $5 (pesos uruguayos), en homenaje a dicha construcción marina.